# Alliance cherche doigt
Pour plus de détails, voir Fiche technique et Distribution.
Alliance cherche doigt est un film français réalisé par Jean-Pierre Mocky, sorti à Paris en 1997.

## Synopsis
Geneviève Lechat est une fringante directrice d'une agence matrimoniale appelée « Cœurs en Fête ». À 50 ans, elle est encore très désirable et très épanouie, surtout sentimentalement. Elle propose à son fils, André, d'ouvrir une succursale de l'agence sur Internet.
Mais pour André, les ennuis vont commencer lorsqu'un client, Jean Morlaud, décide de quitter la vie citadine pour se mettre au vert. Il est à la recherche d'une fermière.

## Fiche technique
- Réalisation : Jean-Pierre Mocky, assisté de Christophe Bier
- Scénario : Jacques Bacelon, Jean-Pierre Mocky, Dominique Noguez.
- Costumes : Nathalie Cercuel, Rosine Lam.
- Photographie : Edmond Richard
- Montage : Xavier Loutreuil
- Son : Luc Perini
- Maquillages : Catherine Damiani, Michel Perrot
- Production : Jean-Pierre Mocky (Lonely pictures), Daniel Szuster, France 2 Cinéma, Galfin Films
- Distribution : Eurozoom, France.
- Pays :  France
- Format : couleurs,35 mm.
- Genre : comédie.
- Durée : 90 minutes.
- Date de sortie : 
  - France - 17 septembre 1997

## Distribution
- Guillaume Depardieu : André Lechat.
- François Morel : Jean Morlaud.
- Carmen Maura : Geneviève Lechat.
- José Garcimore : le docteur Guelos.
- Florence Geanty : Laurence.
- Bruno Flender : Kléber.
- Jacques Petitjean : Lefébure.
- Henri Attal : l'ivrogne.
- Antoine Mayor : le curé.
- Jean Abeillé : le commissaire Boulic.
- Pêche : Mademoiselle Lelonguet.
- Dominique Zardi : Internet.
- Jean-Pierre Clami : Monsieur Legoff.
- Sandrine Caron : Solange.
- Anne Coesens : Mélanie.
- Léa Bosco : Fanny.
- Françoise Blanchard : Mme Chaneloup.
- Hermine de Clermont-Tonnerre : Catherine.
- Christian Chauvaud : Roseau.
- Tomer Sisley : un beur.
- Fabien Herran : un client de l'agence matrimoniale.
- Cécile Camp : la cliente avec une dent en or.
- Cécile Ricard : La voisine no 1
- Vera Gemma : la femme au landau.
- Elsa de Breyne : Juliette.
- Nadia Vasil : Mademoiselle Delamare.
- Matthieu Barbier : Strogonoff.
- Evelyne Harter : Chantal.
- Vanina Vignal : Mlle Lebourdon.
- Eric Le Roy:  : un client de l'agence matrimoniale.
- Dominique Noguez: Bénazeraf, le dentiste
- Delphine Lalizout: Joséphine